# Treehouse TV
Treehouse TV é um canal de televisão por assinatura canadense que foi lançado em 17 de outubro de 1997, com uma programação dirigida ao público infantil. Seu nome vem do antigo bloco de programação da YTV, The Treehouse. O canal é de propriedade da Corus Entertainment.

## Programação
Cada programa de meia hora normalmente consiste em um programa de TV de 15 a 22 minutos, seguido por alguns minutos de comerciais publicitários outros programas em Treehouse TV, seguido por um segmento de cinco minutos, como 4 Square, Mole Sisters, The Big Comfy Couch ou Toopy and Binoo. A Treehouse TV transmite programas infantis voltados para 7 anos de idade e mais jovens. A Cada novo ano Treehouse TV exibe o filme Franklin and the Turtle Lake Treasure, junto com outros novos programas de TV. A programação original dA Treehouse  TV é produzida principalmente pela Nelvana , outra empresa da Corus Entertainment.
- This is Daniel Cook
- This is Emily Yeung
- Toopy and Binoo
- Mighty Machines

Treehouse TV apresenta shows para pré-escolares de vários canais do Canadá e de outros países, incluindo:
- The Adventures of Chuck and Friends
- Are We There Yet?: World Adventure
- Angelina Ballerina: The Next Steps
- As Aventuras de Babar
- Teletubbies
- Babar and the Adventures of Badou
- The Backyardigans
- Barney & Friends
- The Big Comfy Couch
- Ursinhos Carinhosos
- O Gatola da Cartola Tem De Tudo na Cachola
- Bubble Guppies
- Chuggington
- Dora the Explorer
- Dragon
- Everything's Rosie
- Fifi e os Floriguinhos
- Fireman Sam
- Franklin and Friends
- The Fresh Beat Band
- Go, Diego, Go!
- Guess with Jess
- Harry and His Bucket Full of Dinosaurs
- In the Night Garden
- Lalaloopsy
- Max e Rosa
- Mike, o Cavaleiro
- Mister Maker
- Meu Amigãozão
- My Friend Rabbit
- My Little Pony: A Amizade é Mágica
- Olivia
- Peter Rabbit
- Octonautas
- Peppa Pig
- Play with Me Sesame
- Pocoyo
- Roary the Racing Car
- O Mundo Redondo de Olie
- Roll Play
- Sesame Street
- Umizoomi
- Thomas & Friends
- Timmy Time
- Toopy and Binoo: Vroom Vroom Zoom
- The Wiggles
- Wiggle And Learn
- Wee 3
- Wonder Pets
- Yo Gabba Gabba!

## Treehouse On-Demand
Em 2005, a Corus Entertainment começou a oferecer um video on demand serviço chamado Treehouse On-Demand para provedores de cabo, como a Rogers Cable e Cogeco , oferecendo conteúdo de Treehouse TV. Ele é oferecido como um serviço gratuito para os clientes que subscrevem a cada prestadores de serviço a cabo digital. Alguns provedores, como Sasktel oferecê-lo como um serviço de assinatura premium stand-alone.

## Treehouse HD
Em 9 de abril de 2013 Treehouse HD foi lançado como uma alta definição de simulcast do Treehouse definição padrão de alimentação. A alimentação de HD foi adicionado a Telus Optik TV no mesmo dia.